# Michael Doheny
Michael Doheny (Rockfield, comtat de Tipperary, 1805 - Nova York 1862) fou un poeta i revolucionari irlandès, un dels fundadors de la Germandat Feniana.
Antic partidari de Daniel O'Connell, es passà a la Jove Irlanda i participà en la revolta de Ballingarry; fou un dels primers líders del moviment fenià als EUA. Havia fugit amb el seu amic James Stephens, però el 1852 s'havia establit a Nova York, on Stephens li envià 400 $ per fundar l'associació Germandat Feinana el 1858 amb John O'Mahony, formada principalment per emigrants, organitzat en cercles i molt radical. Fou un dels principals organitzadors de la Germandat Republicana Irlandesa fins a la seva mort sobtada a Nova York.
També és conegut per un petit treball, The Felon's Track, (1867), i de dos poemes, "Achusha gal machree" i "The Outlaw's Wife."